# Coppa di Francia 1962-1963
La Coppa di Francia 1962-1963 è stata la 46ª edizione della coppa nazionale di calcio francese.

## Risultati

### Trentaduesimi di finale
| Squadra 1           | Risultato   | Squadra 2           |
| ------------------- | ----------- | ------------------- |
| Abbeville           | 2 - 0       | Compiègne           |
| Nizza               | 5 - 2       | Annecy              |
| Nîmes               | 3 - 1       | Chaumont            |
| RC Paris            | 3 - 0       | Montluçon           |
| Stade Français      | 0 - 0 (dts) | Rennes              |
| Stade Reims         | 4 - 0       | Calais RUFC         |
| Stade Briochin      | 3 - 0       | Dreux AC            |
| Red Star            | 6 - 0       | Nantes              |
| Sedan-Torcy         | 4 - 0       | Dunkerque           |
| Sochaux             | 6 - 1       | Forbach             |
| AS Strasburgo       | 8 - 0       | Moulins             |
| Strasburgo          | 2 - 1       | Mulhouse            |
| Tolone              | 1 - 0       | Saint-Étienne       |
| Tolosa              | 2 - 0       | Hyères              |
| Valenciennes        | 2 - 0       | Stade Saint-Germain |
| FC Nancy            | 1 - 0       | Stade Béthunois     |
| Monaco              | 3 - 0       | Draguignan          |
| Olympique Marsiglia | 3 - 1       | Béziers             |
| Pays d'Aix          | 1 - 0       | Montpellier         |
| Angers              | 1 - 0       | AAJ Blois           |
| AS Bagneaux-Nemours | 1 - 0       | Boulogne            |
| EF Bergerac         | 2 - 0       | Lunel               |
| Montceau Bourgogne  | 1 - 0       | Grenoble            |
| Bordeaux            | 1 - 0 (dts) | Châtellerault       |
| Brest               | 0 - 0 (dts) | Laval               |
| Cambrai             | 2 - 0       | JA Armentières      |
| Cannes              | 3 - 2       | Biver Sports        |
| Le Havre            | 1 - 0       | Rouen               |
| Limoges             | 3 - 0       | Arago Orléans       |
| Olympique Lione     | 4 - 0       | Épinal              |
| Lens                | 2 - 1       | Lilla               |
| SR Creutzwald       | 1 - 0       | Besançon            |

#### Spareggi
| Squadra 1      | Risultato | Squadra 2 |
| -------------- | --------- | --------- |
| Stade Français | 3 - 1     | Rennes    |
| Brest          | 2 - 1     | Laval     |

### Sedicesimi di finale
| Squadra 1           | Risultato   | Squadra 2           |
| ------------------- | ----------- | ------------------- |
| Angers              | 2 - 1       | AS Bagneaux-Nemours |
| Tolosa              | 2 - 0       | EF Bergerac         |
| Tolone              | 2 - 0       | Abbeville           |
| Sochaux             | 1 - 0       | Lens                |
| Sedan-Torcy         | 4 - 3 (dts) | FC Nancy            |
| Red Star            | 1 - 0       | Valenciennes        |
| Stade Reims         | 1 - 0       | Strasburgo          |
| RC Paris            | 3 - 0       | Pays d'Aix          |
| Monaco              | 2 - 1       | Nîmes               |
| Olympique Marsiglia | 2 - 2 (dts) | Nizza               |
| Bordeaux            | 2 - 0       | Cannes              |
| Brest               | 1 - 1 (dts) | AS Strasburgo       |
| Cambrai             | 2 - 0       | Montceau Bourgogne  |
| SR Creutzwald       | 3 - 3 (dts) | Stade Briochin      |
| Limoges             | 1 - 0       | Le Havre            |
| Olympique Lione     | 2 - 1       | Stade Français      |

#### Spareggi
| Squadra 1           | Risultato   | Squadra 2      |
| ------------------- | ----------- | -------------- |
| Olympique Marsiglia | 0 - 0 (dts) | Nizza          |
| Brest               | 3 - 2       | AS Strasburgo  |
| SR Creutzwald       | 2 - 1       | Stade Briochin |

#### Replay
| Squadra 1           | Risultato | Squadra 2 |
| ------------------- | --------- | --------- |
| Olympique Marsiglia | 3 - 0     | Nizza     |

### Ottavi di finale
| Squadra 1       | Risultato   | Squadra 2           |
| --------------- | ----------- | ------------------- |
| Brest           | 1 - 0       | RC Paris            |
| Sedan-Torcy     | 1 - 0       | Tolosa              |
| Bordeaux        | 5 - 0       | Cambrai             |
| Olympique Lione | 2 - 1       | Olympique Marsiglia |
| Limoges         | 2 - 0       | Red Star            |
| Monaco          | 1 - 1 (dts) | Sochaux             |
| Tolone          | 0 - 0 (dts) | Angers              |
| Stade Reims     | 10 - 0      | SR Creutzwald       |

#### Spareggi
| Squadra 1 | Risultato | Squadra 2 |
| --------- | --------- | --------- |
| Monaco    | 5 - 1     | Sochaux   |
| Tolone    | 1 - 0     | Angers    |

### Quarti di finale
| Squadra 1       | Risultato   | Squadra 2   |
| --------------- | ----------- | ----------- |
| Olympique Lione | 1 - 0       | Sedan-Torcy |
| Monaco          | 2 - 0       | Bordeaux    |
| Stade Reims     | 4 - 3 (dts) | Limoges     |
| Tolone          | 1 - 0       | Brest       |

### Semifinali
| Squadra 1       | Risultato | Squadra 2   |
| --------------- | --------- | ----------- |
| Monaco          | 3 - 2     | Stade Reims |
| Olympique Lione | 3 - 1     | Tolone      |

### Finale
| Arbitro: | Pierre Schwinte |

| |            | |
| Jean-Claude Hernandez Georges Casolari Marcel Artélésa Georges Thomas Michel Hidalgo Henri Biancheri Karimou Djibrill Yvon Douis Lucien Cossou Théodore Szkudlapski Georges Taberner | Formazioni | Marcel Aubour Marcel Nowak Thadée Polak Aimé Mignot Lucien Degeorges Marcel Leborgne Victor Nurenberg Fleury Di Nallo Nestor Combin Kurt Linder Ángel Rambert |
| Lucien Leduc | Allenatori | Lucien Jasseron |

#### Ripetizione
| Arbitro: | Pierre Schwinte |

| |            | |
| Cossou 56’ Casolari 84’ | Marcatori  | |
| Jean-Claude Hernandez Georges Casolari Marcel Artélésa Georges Thomas Michel Hidalgo Henri Biancheri Karimou Djibrill Yvon Douis Lucien Cossou Théodore Szkudlapski Albertus Carlier | Formazioni | Marcel Aubour Marcel Nowak Thadée Polak Aimé Mignot Lucien Degeorges Marcel Leborgne Victor Nurenberg Kurt Linder Nestor Combin Guy Hatchi Ángel Rambert |
| Lucien Leduc | Allenatori | Lucien Jasseron |